# La Devesa (Castellar de la Ribera)
|  | Aquest article tracta sobre La Devesa de Castellar de la Ribera (Solsonès). Vegeu-ne altres significats a «La Devesa (desambiguació)». |

La Devesa és un indret de camps de cultiu del poble de Ceuró al municipi de Castellar de la Ribera (Solsonès) situats a ponent de l'extrem meridional del Serrat del Coll i a llevant del Serrat Escapçat.